# Làng Hữu Nghị
Koordinaten: 21° 1′ 56,7″ N, 105° 44′ 16,5″ O
Làng Hữu Nghị (dt. Dorf der Freundschaft) ist ein 1992 erbautes Dorf in Vietnam. Dort werden Menschen betreut, die an gesundheitlichen Folgen des Entlaubungsgifts Agent Orange leiden, das im Vietnamkrieg vom US-Militär eingesetzt wurde. Es wurde von dem Vietnamkriegsveteranen und Friedensaktivisten George Mizo als internationales Versöhnungsprojekt gegründet. An dem Aufbau waren Kriegsveteranen aus verschiedenen Ländern beteiligt. 1998 wurde das Dorf nach sechsjähriger Bauzeit eingeweiht.
Es liegt an der Nationalstraße 70, am westlichen Stadtrand von Hanoi  im ehemals ländlichen Bezirk Hoài Đức der Hauptstadt.
Schwerpunkt der Arbeit ist die Betreuung und Förderung von Kindern und Jugendlichen mit körperlichen und geistigen Behinderungen. Diese erhalten im Dorf der Freundschaft medizinische und therapeutische Versorgung, Unterricht und, entsprechend ihren Fähigkeiten, eine Ausbildung in handwerklichen Tätigkeiten. Etwa 120 Kinder und Jugendliche leben gleichzeitig im Dorf der Freundschaft. Die Aufenthaltsdauer liegt bei 2 bis 3 Jahren. Eine ambulante Beratungsstelle bietet für Kinder mit Entwicklungsverzögerungen aus dem Umland Diagnostik, Beratung und therapeutische Unterstützung.
Darüber hinaus werden im Dorf der Freundschaft Kriegsveteranen versorgt, die zu mehrmonatigen Erholungsaufenthalten ins Dorf der Freundschaft kommen, während derer sie ebenfalls medizinisch und therapeutisch betreut werden.
Neben mehreren Wohngebäuden umfasst das Dorf der Freundschaft u. a. eine Klinik, eine Schule, Werkstätten und ein Haus für Physiotherapie.
Das Dorf wird finanziert durch Spenden, die von Unterstützergruppen in den Deutschland, Frankreich, Japan, Kanada und den USA gesammelt werden sowie aus Mitteln des vietnamesischen Staates. Die Leitung des Dorfes untersteht dem vietnamesischen Veteranenverband.
Der Deutsche Entwicklungsdienst unterstützt das Dorf durch die Entsendung von Fachkräften, das Bundesministerium für wirtschaftliche Zusammenarbeit und Entwicklung unterstützte den Bau von Gebäuden.
Der Dokumentarfilm Lighter than Orange wurde zu großen Teilen in Làng Hữu Nghị gedreht.